# Casa del Mitreo
La Casa del Mitreo es una antigua vivienda romana de la ciudad española de Mérida, en la provincia de Badajoz, Extremadura. Fue declarada Bien de Interés Cultural, con categoría de zona arqueológica, el 14 de septiembre de 1990.

## Ubicación y datación
Se sitúa en el ángulo suroeste de la ciudad, fuera del antiguo recinto amurallado, junto al santuario mitraico del Cerro de San Albín —del que recibe su nombre—. Se halla exenta de construcciones en todos sus lados. Su construcción data de fines del siglo I o principios del siglo II y tras sufrir diversas reformas es abandonada a fines del siglo IV.

## Descripción

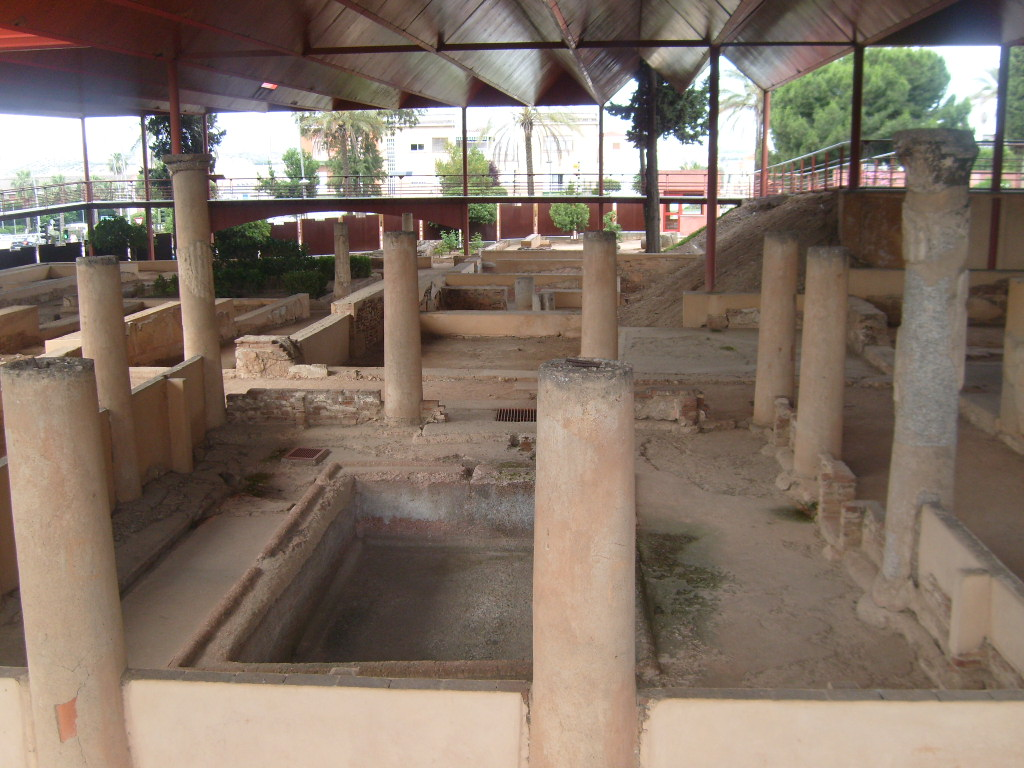
Vista parcial

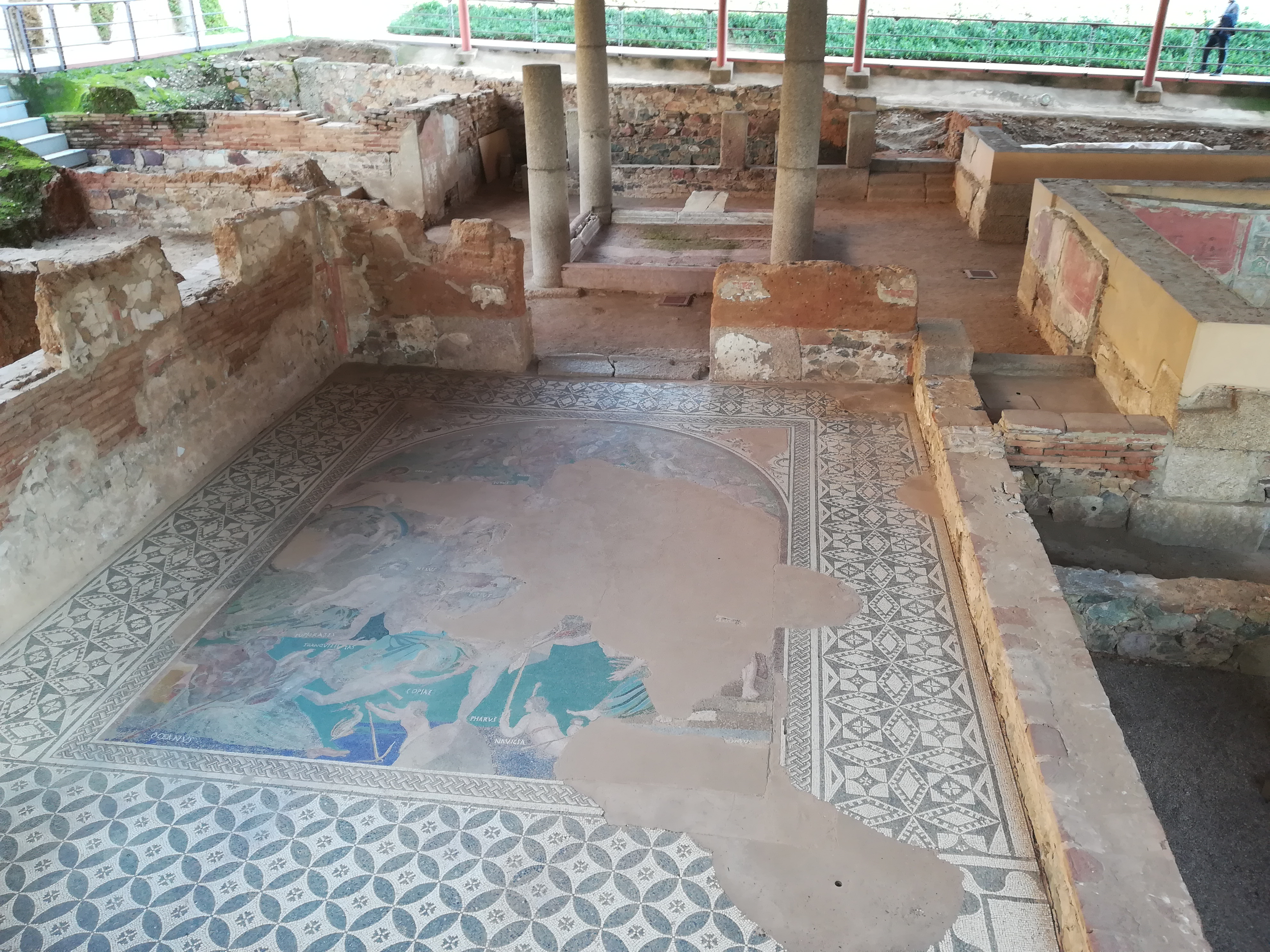
Sala con pavimento de mosaico

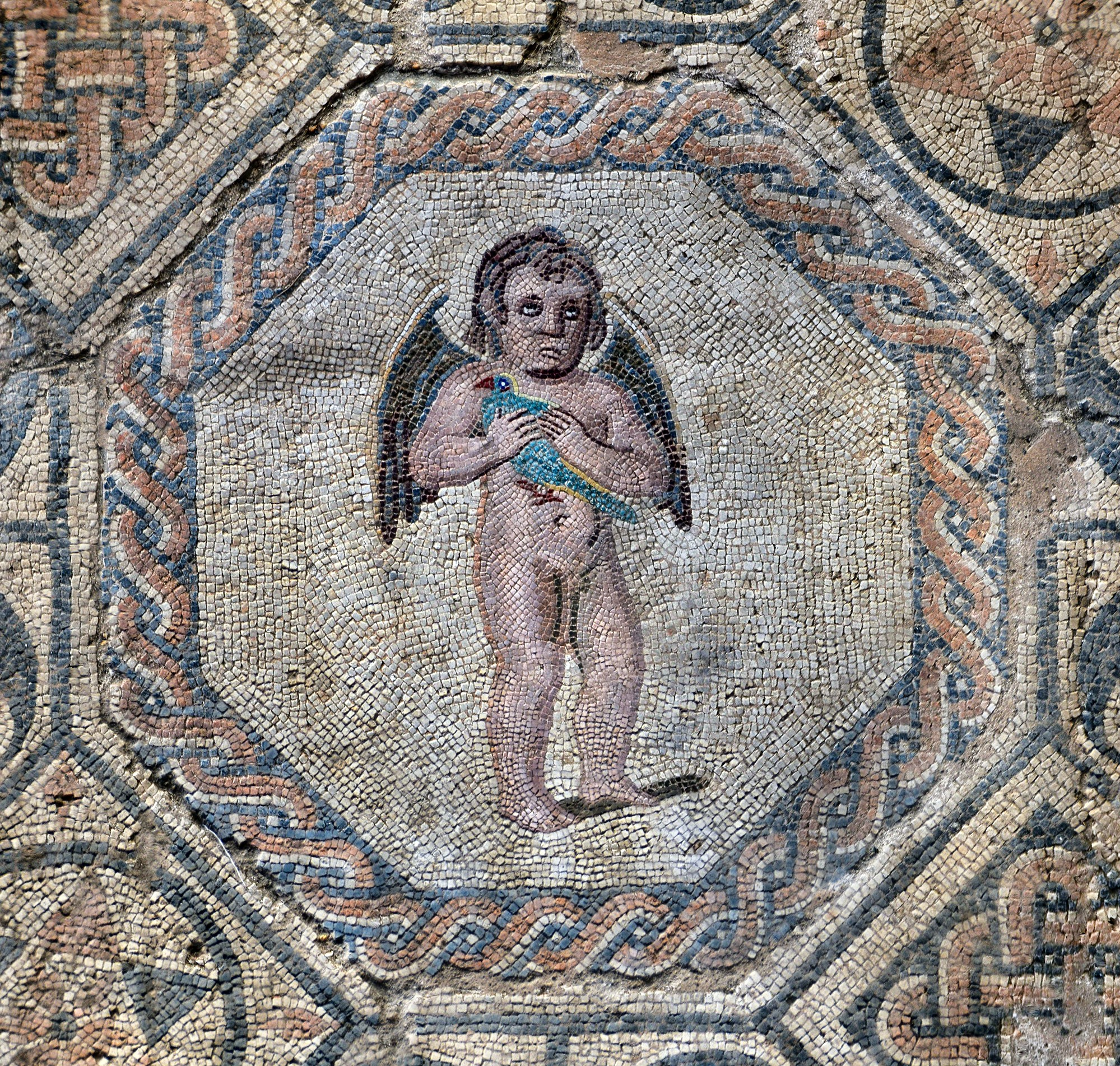
Detalle de mosaico

Se organiza en planta en torno a dos peristilos y un atrio, aunque no se encuentran bien definidos los límites de la casa. A esta se accedía por el noroeste, donde se aprecia un corto pasillo que conduce a un atrio, lo que hace suponer que tuviera alguna relación con el santuario mitraico. El atrio está formado por un cuadrilátero que tiene en cada uno de sus ángulos columnas graníticas de estilo dórico-toscano, de las que se conserva una casi completa. Existen restos de decoración pictórica en el noroeste, a base de un zócalo con imitación de mármoles jaspeados en forma de rombos. A la derecha del atrio se conserva una estancia cuyo pavimiento lo constituye un mosaico, conocido como «Mosaico cosmogónico». De la decoración poco se conserva. 
Por medio de un pasillo se accede a un peristilo con estanque rectangular con cuatro columnas a cada lado. Las columnas se apoyan sobre una base estucada en rojo. Los espacios de los intercolumnios están cerrados a media altura por murete de ladrillo con abertura al norte y oeste. En las esquinas se conservan restos de pinturas. Abierta a este peristilo se encuentra otra estancia denominada «Habitación de las pinturas», techada para preservar sus zócalos decorados. 
Por la derecha del peristilo anterior y por medio de un pasillo, se accede a un segundo peristilo, de mayores proporciones. El centro ocupa un jardín, rodeado por un canal de 50 cm de profundidad, revestido de terrazo, que, en su lado oeste, se ensancha en su parte inferior. Todo ello forma un conjunto rectangular con cinco columnas en los dos lados mayores y cuatro en los menores, y pavimento de mosaico. Alrededor de este peristilo se organizan una serie de estancias, entre ellas tres situadas al norte, con pavimentos de mosaico geométrico en blanco y negro, y paredes con pinturas. Al oeste se encuentra una cisterna con cubierta abovedada, de la que se conserva el arranque, que se alimentaba por medio de un canal que comunicaba con el peristilo. En el ala sur se prolonga el pasillo hasta dos habitaciones con pavimento de mosaico. Al este discurre un pasillo con diversas estancias. En el ángulo sureste se sitúan unas escaleras que conducen a dos habitaciones subterráneas con bóvedas y ventanas elevadas. Estas habitaciones y la escalera conservan restos del enlucido y de pinturas. 